# Ken P. Chong
Ken P. Chong (em chinês:  張建平; 22 de outubro de 1942) é um engenheiro estadunidense nascido na China.
É professor da Universidade George Washington e associado ao National Institute of Standards and Technology. Foi engenheiro conselheiro, diretor interino de divisão e diretor do programa de mecânica e materiais durante 21 anos da Fundação Nacional da Ciência dos Estados Unidos. Publicou mais de 200 artigos referenciados, sendo autor/coautor de 12 livros, incluindo "Elasticity in Engineering Mechanics", “Intelligent Structures”, “Modeling and Simulation-Based Life Cycle Engineering”, e “Materials for the New Millennium”. Lecionou na Universidade de Wyoming, Universidade de Hong Kong e Universidade de Houston, e foi professor visitante no Instituto de Tecnologia de Massachusetts e na Universidade de Washington.
Chong cumpriu o ensino básico na Queen Elizabeth School, Hong Kong. Obteve o grau de Bachelor of Science em engenharia civil na Universidade Nacional Cheng Kung e o mestrado na University of Massachusetts Amherst. Obteve também graus avançados na Universidade de Princeton: M.A., M.S. em engenharia, e completou o Ph.D. em engenharia mecânica em 1969.